# Baignoire

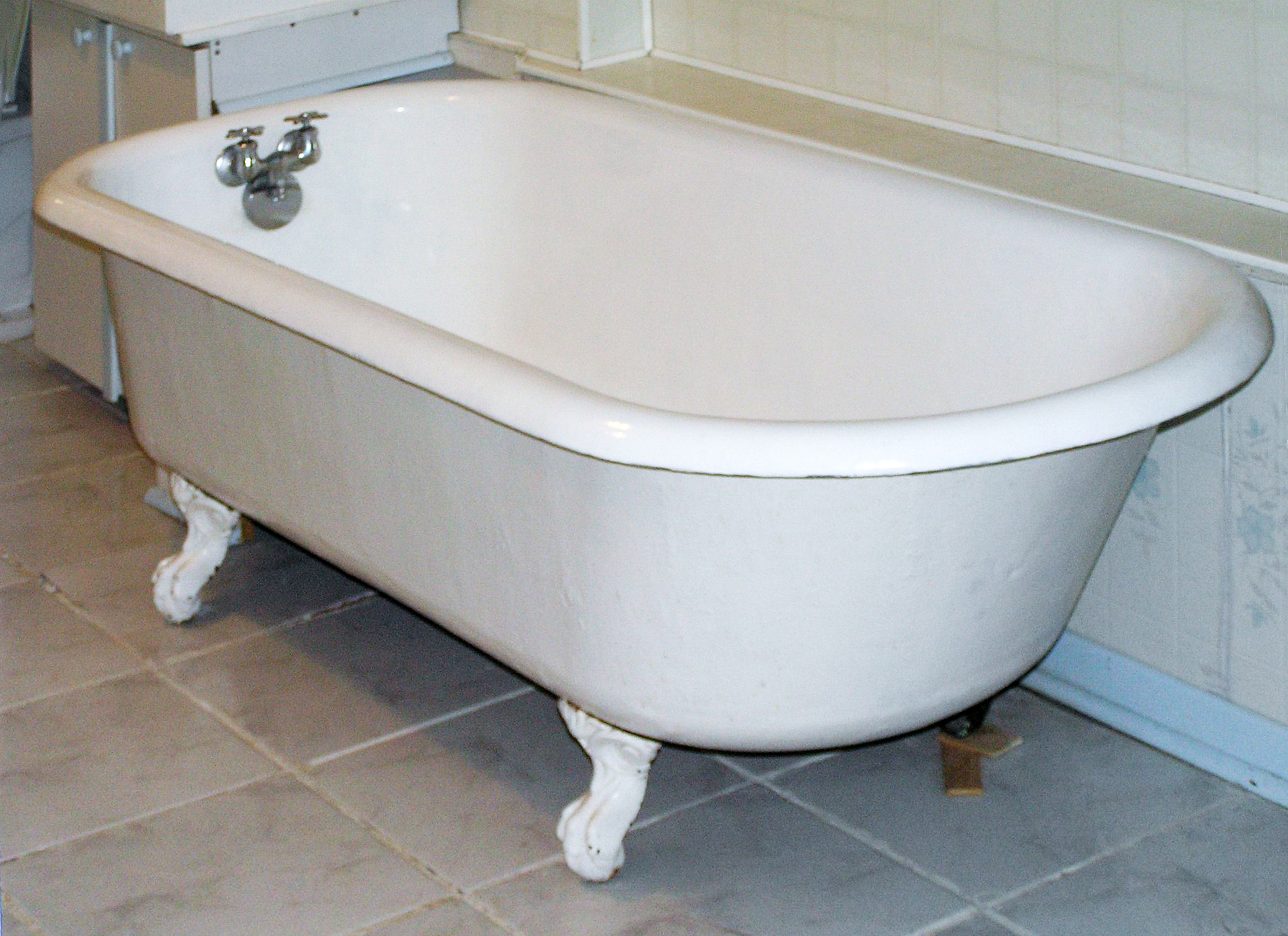
Une baignoire « à pattes de lion ».

Une baignoire (ou bain au Québec) est un récipient destiné à être rempli de liquide pour prendre un bain, ou une douche.

## Historique

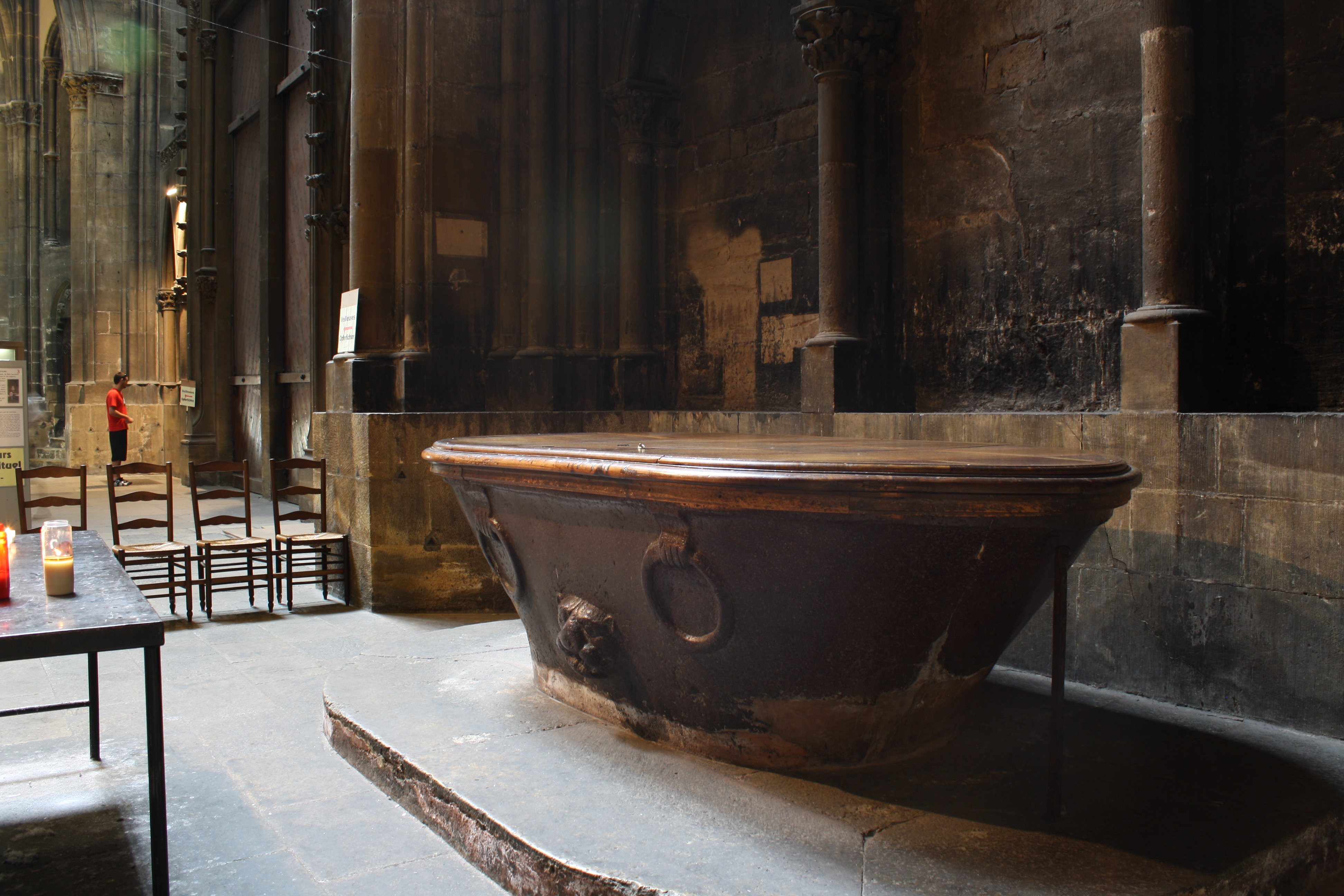
Fonts baptismaux de la cathédrale Saint-Étienne de Metz. En fait une ancienne baignoire romaine.

Les Grecs et les Romains de l'Antiquité utilisaient déjà des baignoires en pierre ou en métal (le matériau pour les familles les plus riches était en marbre ou en argent). La baignoire au Moyen Âge reste très rudimentaire et peu confortable : cuvier en bois ou métallique pour les familles princières, tonneau ou simple baquet en bois (avec un « fond de bain » en molleton pour éviter des échardes dans le pied) pour les citadins, ruisseaux pour les villageois,
Ambroise Paré imagine l’étuve humide à usage hydrothérapeutique, ancêtre de la baignoire individuelle, avec chauffage de l'eau. Ce n'est qu'à partir du XVIIIe siècle que commence à se généraliser la baignoire en métal (tôle galvanisée ou fonte émaillée) dans les familles aisées. Le zinc est utilisé dans la fabrication des baignoires à partir de 1840. Encore au début du XXe siècle, les baignoires étaient en zinc épais ou en cuivre étamé d'un poids d'environ 25 kg, pour celles en zinc. Pour conserver la chaleur de l'eau et éviter les rayures, l'intérieur de ces tubs était généralement revêtu d'un tapis de bain, d'abord simple drap ciré, puis, après 1880, d'un tapis en caoutchouc ; mais dans la plupart des familles, on se lavait surtout avec une cuvette émaillée, puis avec l'arrivée de l'eau courante (en France, dans l'Entre-deux guerres), au robinet. Un ingénieur écossais de la société Alexander Manufacturing Co. de Detroit, David Buick, invente en 1880 un moyen de couvrir l'intérieur d'une cuvette en fonte (leur poids allait de 100 à 130 kg suivant la taille). Cette société, comme ses concurrents Kohler Company et J. L. Mott Iron Works, s'est mise à commercialiser en masse ce nouveau type de baignoire, qui s'est universellement imposé aujourd'hui. Il existe, plus rarement, des baignoires en grès ou en marbre. 
La porcelaine et la céramique font également leur apparition, grâce à l'entreprise Jacob, qui est parvenue à émailler l'argile en 1886. Le débordement du liquide étant susceptible de provoquer une inondation, elle est normalement équipée d'un trop-plein ou d'un bouchon de sécurité de baignoire. Ce bouchon est lié à un flotteur, qui entraîne l'ensemble vers la surface - si la pression devient excessive - pour libérer l'orifice de vidange et permettre l'écoulement de l'eau. 
La baignoire en matière plastique (acrylique) n'est apparue que très récemment[Quand ?]. La baignoire « balnéo » est née en 1956. Le bain tourbillon est inventé par l'Américain Roy Jacuzzi en 1968.
Dans les années 1960 sont apparues les bains à remous personnels.
Il existe aujourd'hui des baignoires adaptées à différentes situations comme la baignoire à porte qui permet aux personnes à mobilité réduite, mais aussi aux jeunes enfants ou aux femmes enceintes, de ne plus avoir à enjamber la paroi de la baignoire.

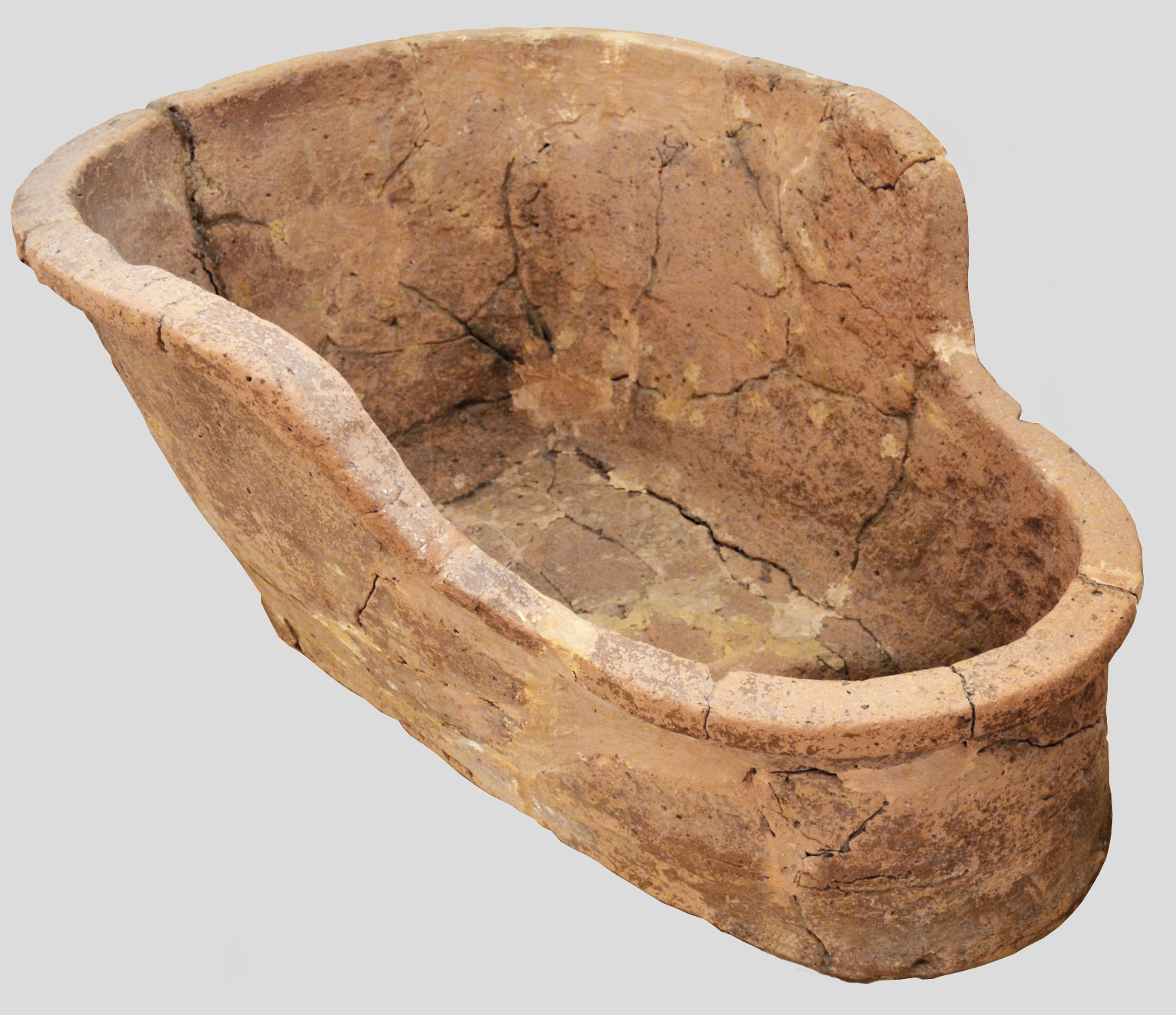
Baignoire en terre cuite, période mycénienne.
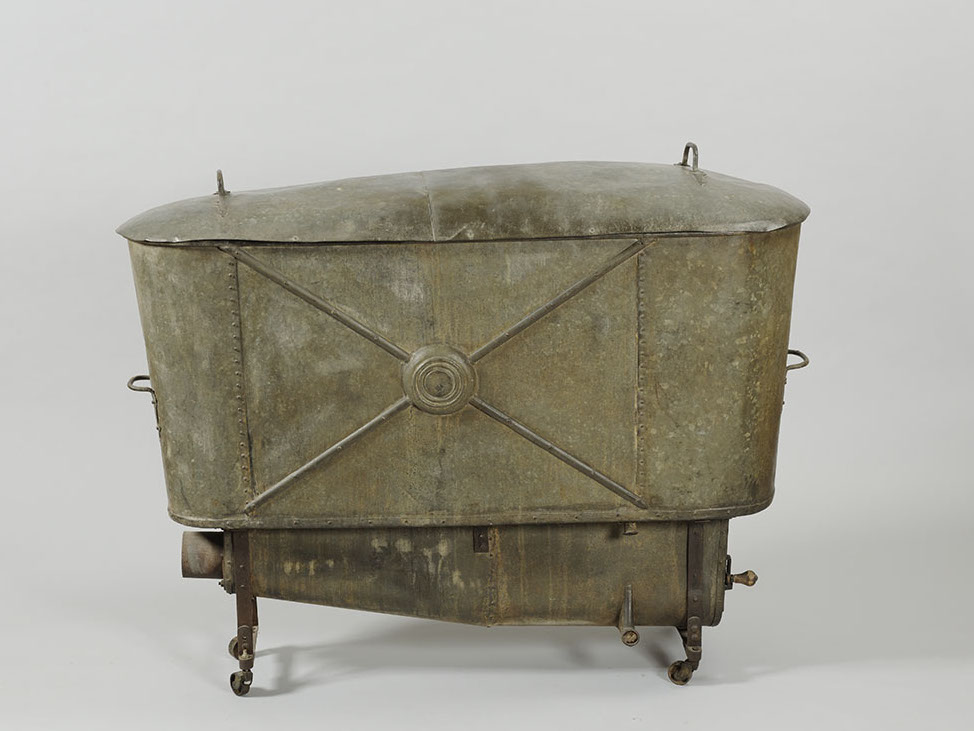
Baignoire en zinc, à couvercle et chauffante.
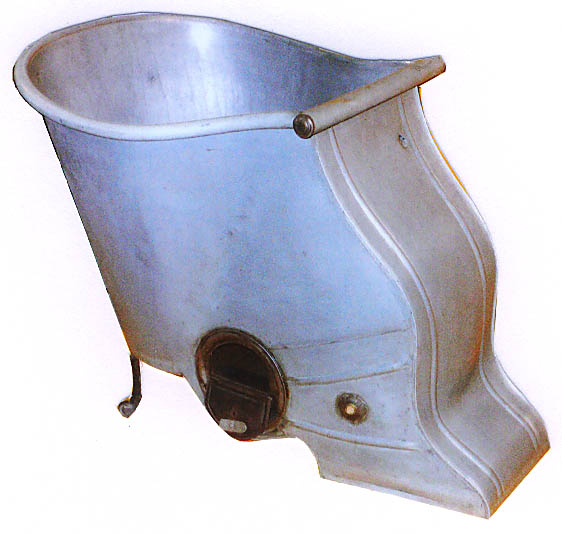
Baignoire sabot en zinc.
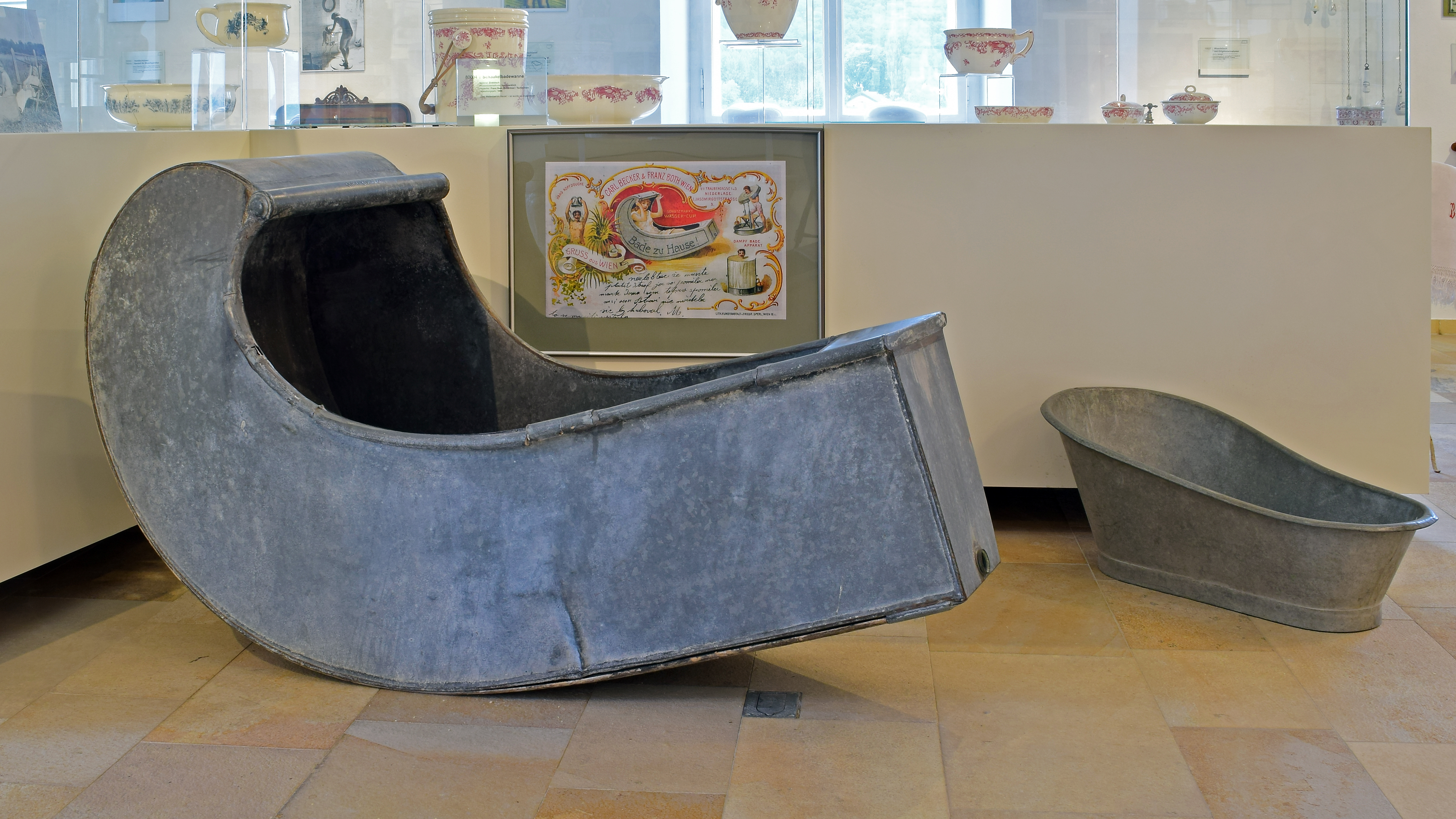
Baignoire à bascule en zinc, vers 1880.
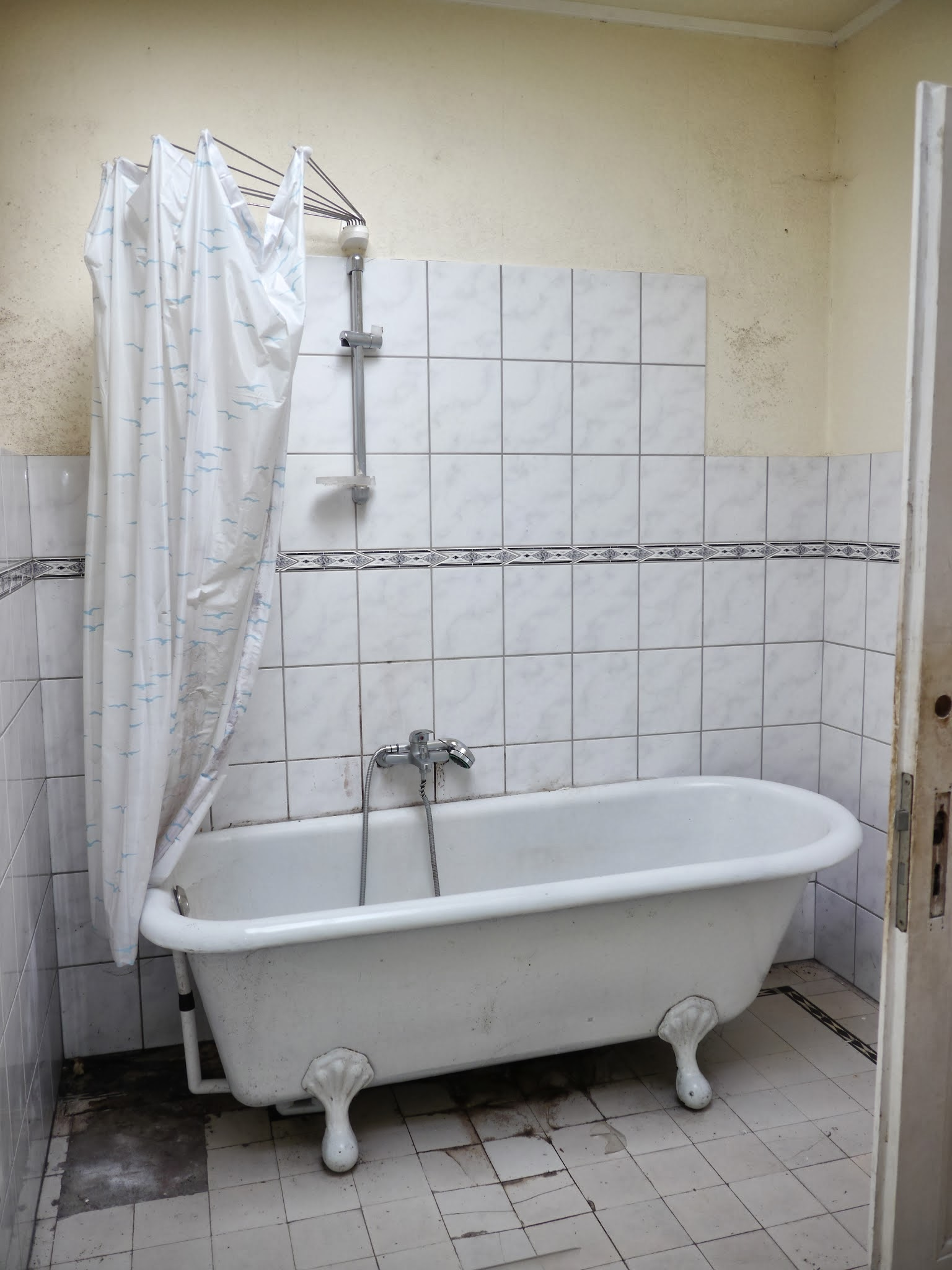
Baignoire en fonte émaillée à pattes de lion et rideau de douche.
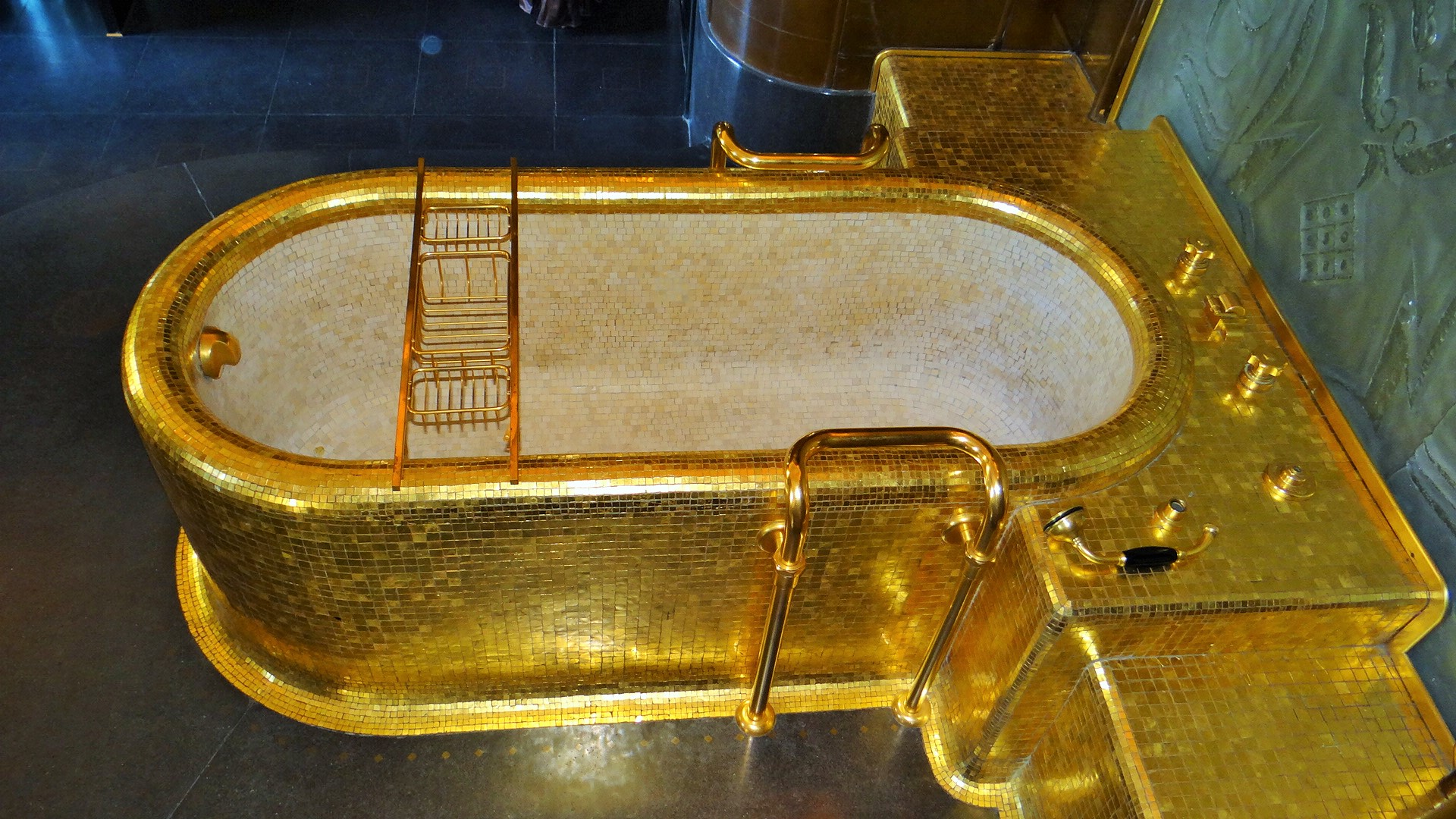
Baignoire carrelée, réalisée à l'occasion de la visite de George VI en France (hôtel du ministre des Affaires étrangères).

### Baignoire en bois
Les baignoires en bois existent depuis longtemps.
Leur emploi perdure notamment en Asie. On trouve ces baignoires dans l’habitat ancien et traditionnel. Certains hôtels en ont également et, dans ce cas, elles sont collectives. Certaines cures thermales les utilisaient aussi.
Au Japon, la baignoire est considérée comme un lieu de détente. Prendre un bain est un rituel ancestral qui permet l'épanouissement spirituel, tout en lavant et purifiant le corps. On se lave entièrement avant d’entrer dans la baignoire, dont l’eau est très chaude. Le bois permettant de garder cette chaleur très longtemps (plus isolant que l'acrylique ou la fonte), on peut alors s’y délasser tranquillement.

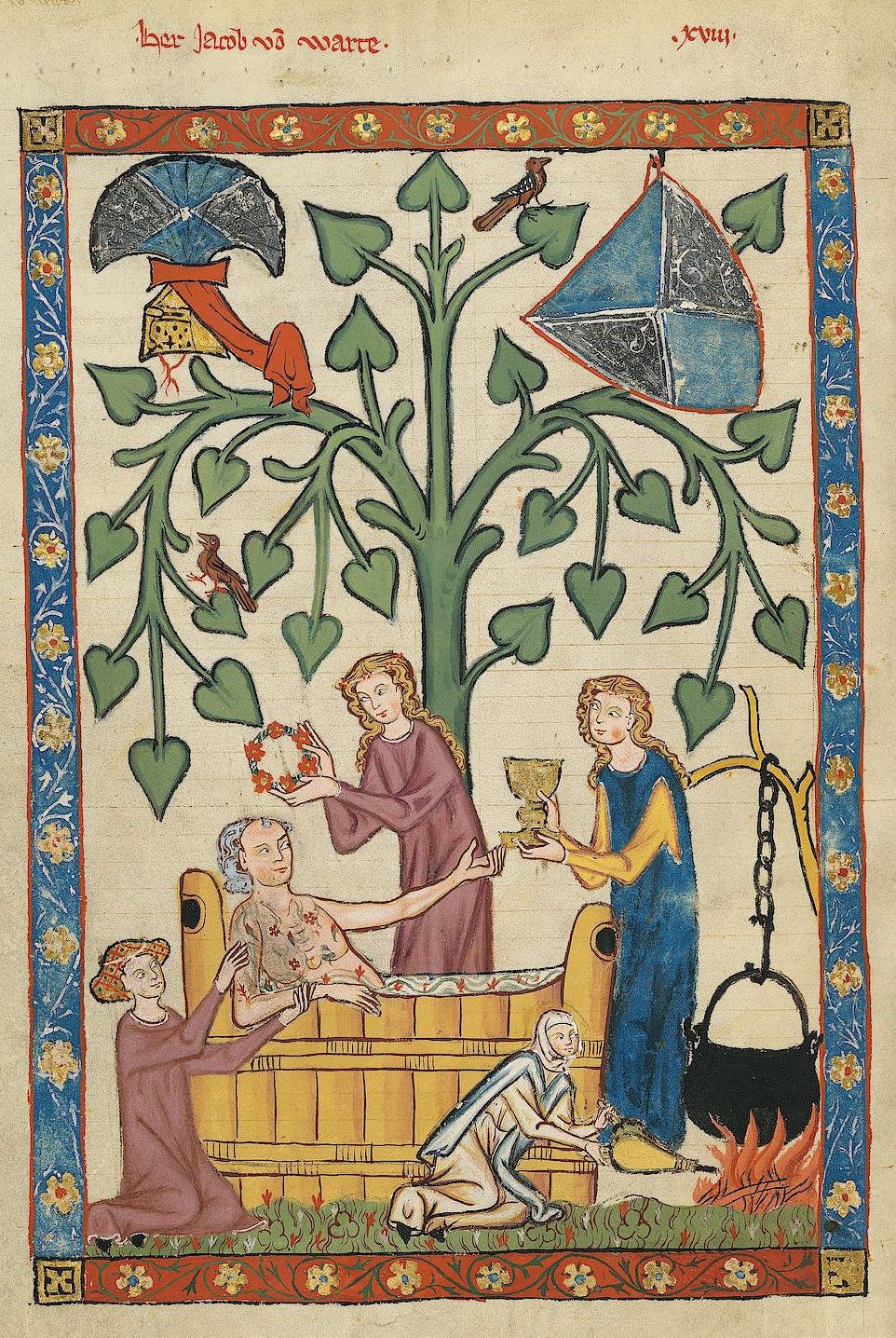
Bain médiéval dans un baquet de bois, vers 1305-1340.
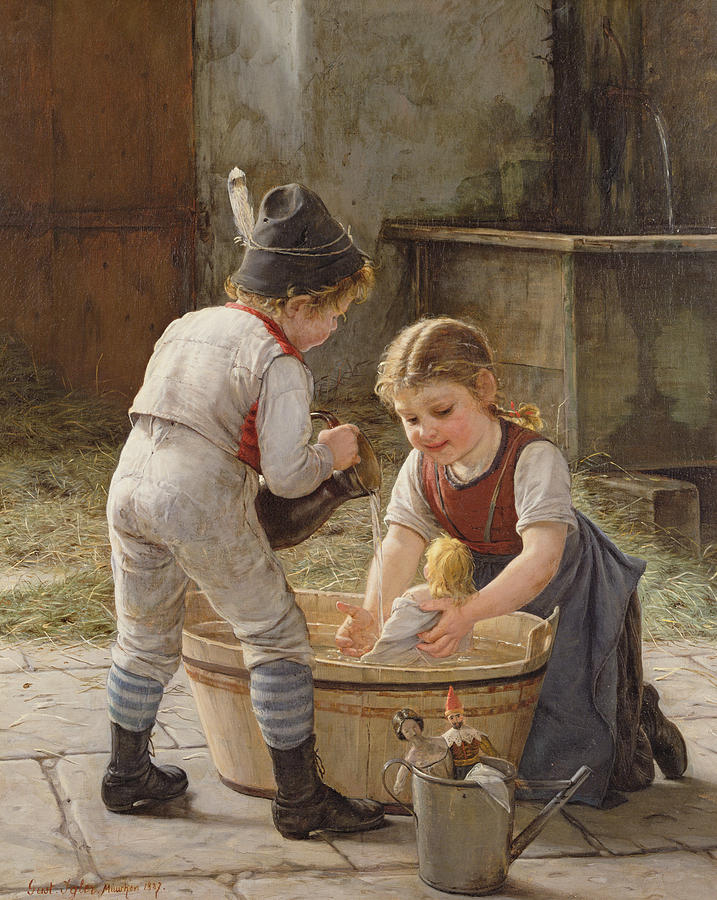
Enfants jouant à donner un bain à une poupée (1927).
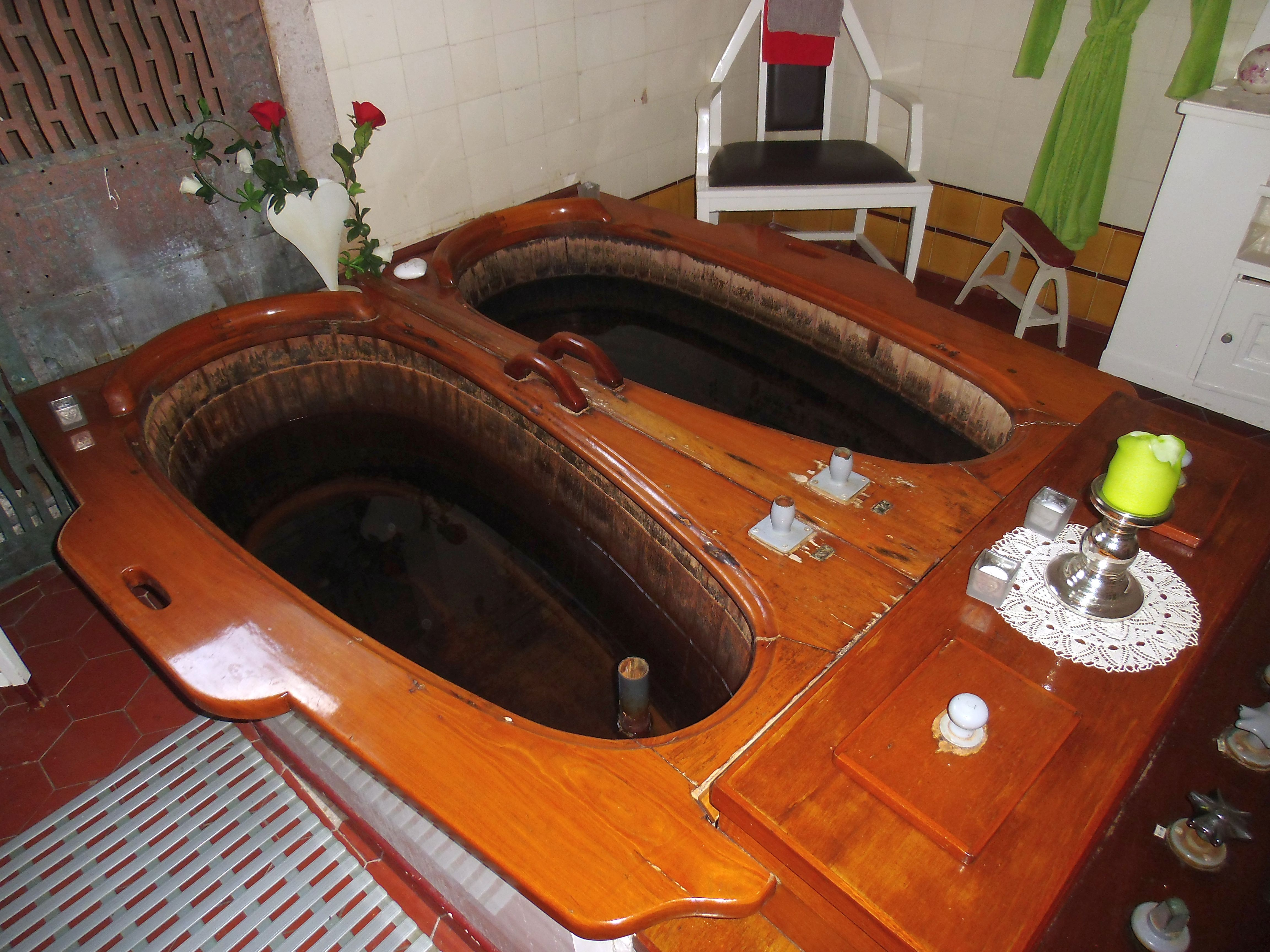
Baignoire double à remous en bois. Bad Nauheim (Allemagne).
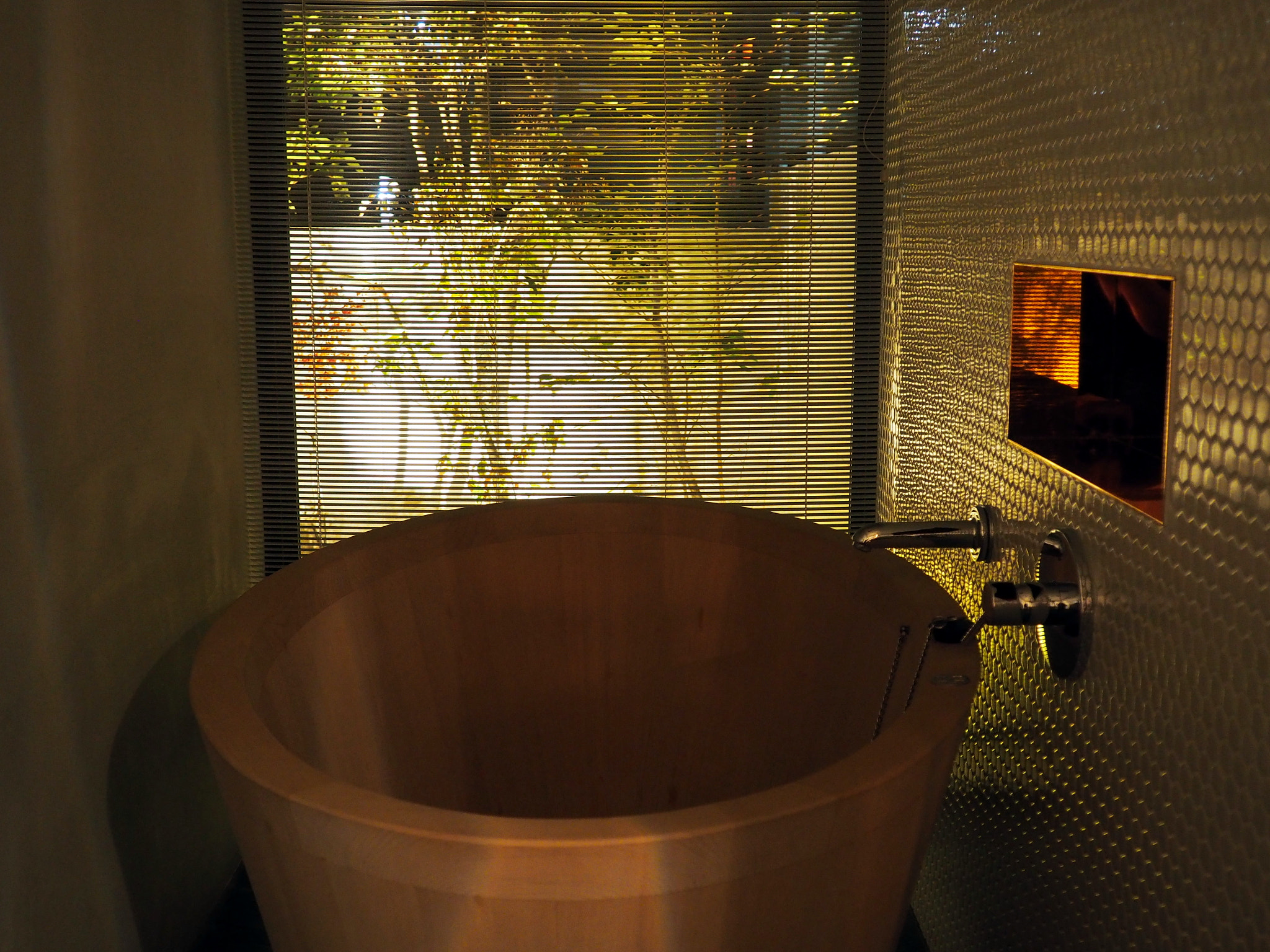
Baignoire en bois de cèdre (Japon).
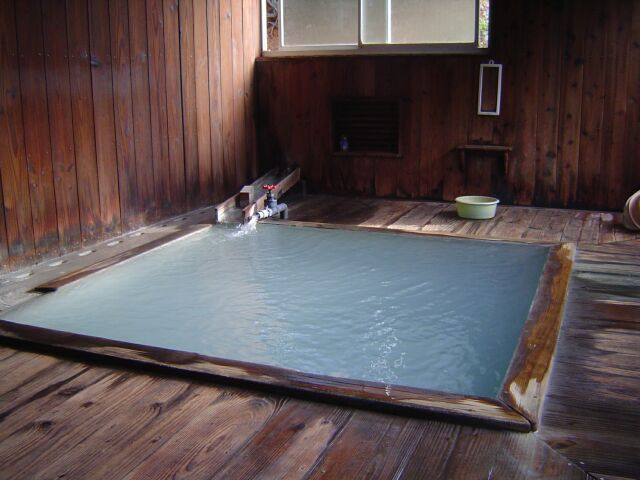
Bain japonais.

## Les types de baignoires
Les formes de baignoires sont très variées : ronde, carrée, ovale, etc. Le nombre de places est aussi un critère récent influant sur la forme.
Divers types de baignoire existent dans les salles de bain d'aujourd'hui:
- Baignoire autoportante
- Baignoire sur pattes
- Baignoire encastrée
- Baignoire en alcôve
- Baignoire d'angle
- Baignoire à porte, etc.

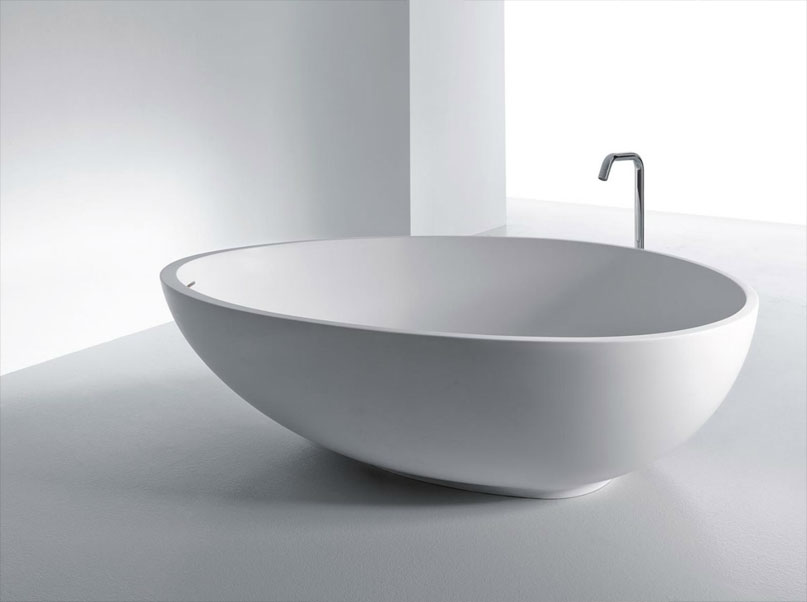
Baignoire autoportante.
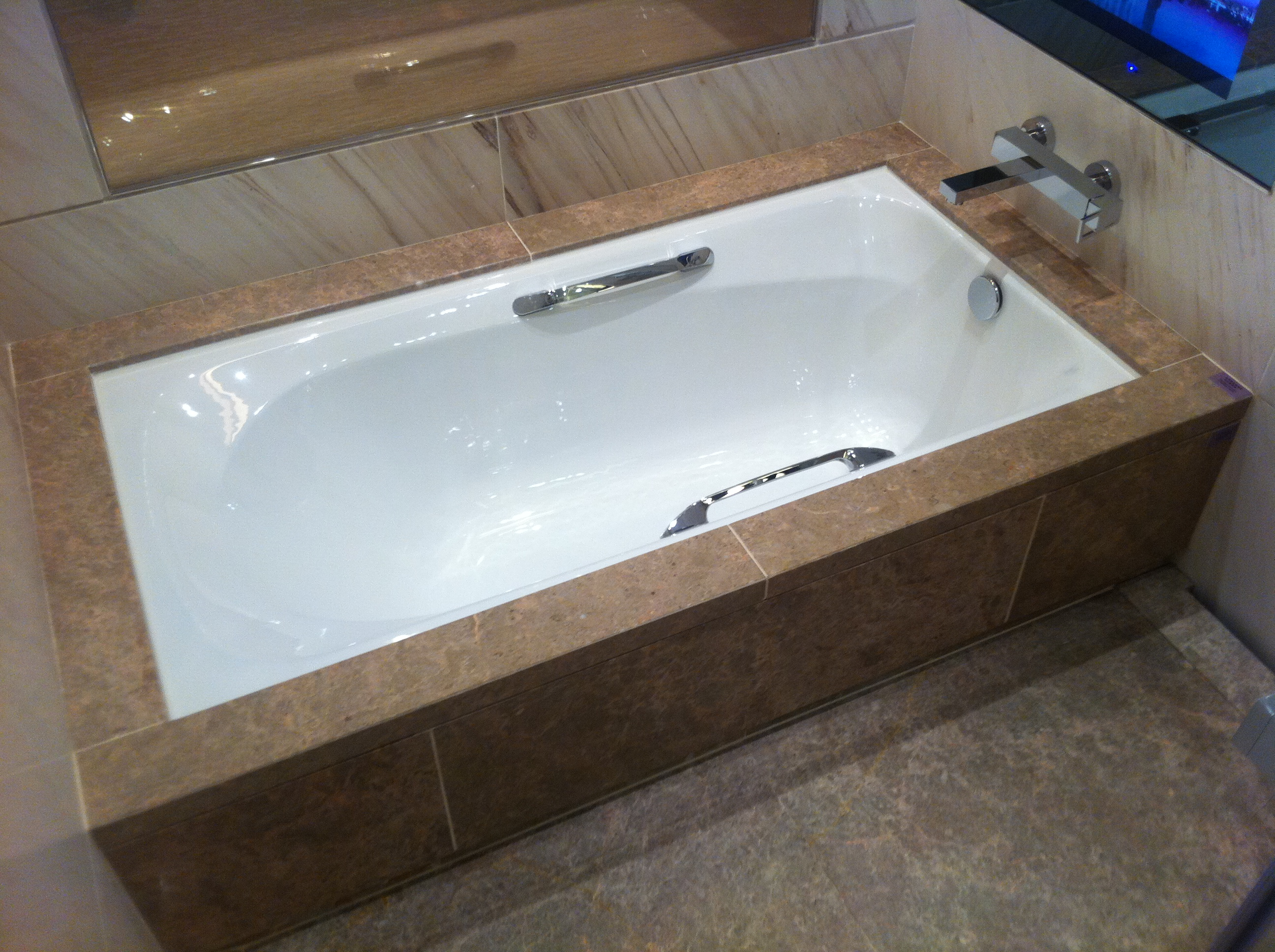
Baignoire encastrée.
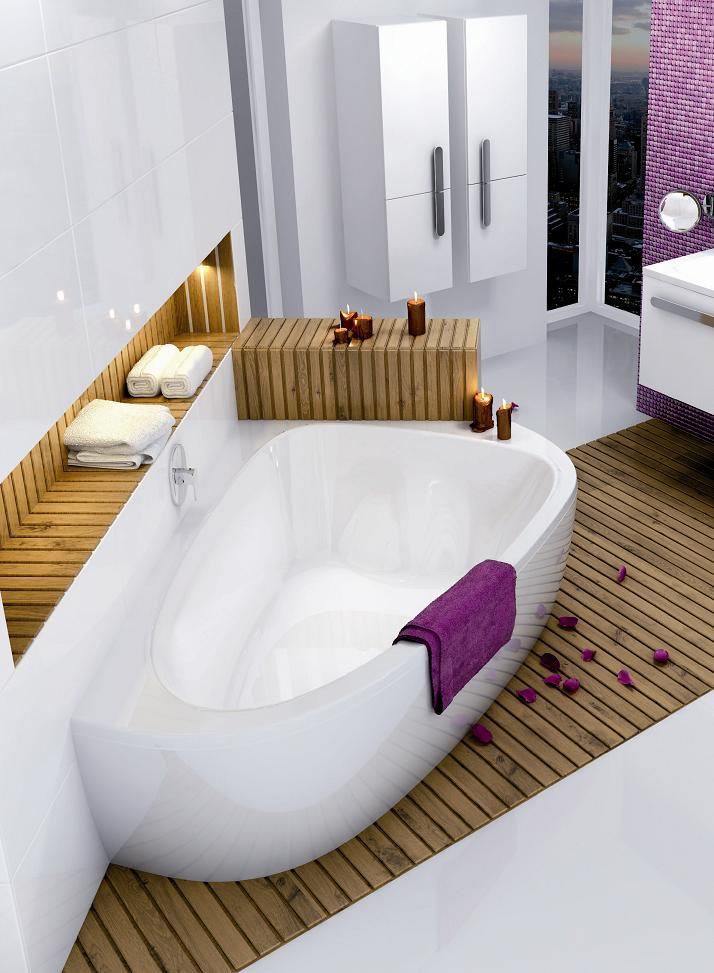
Baignoire d'angle.
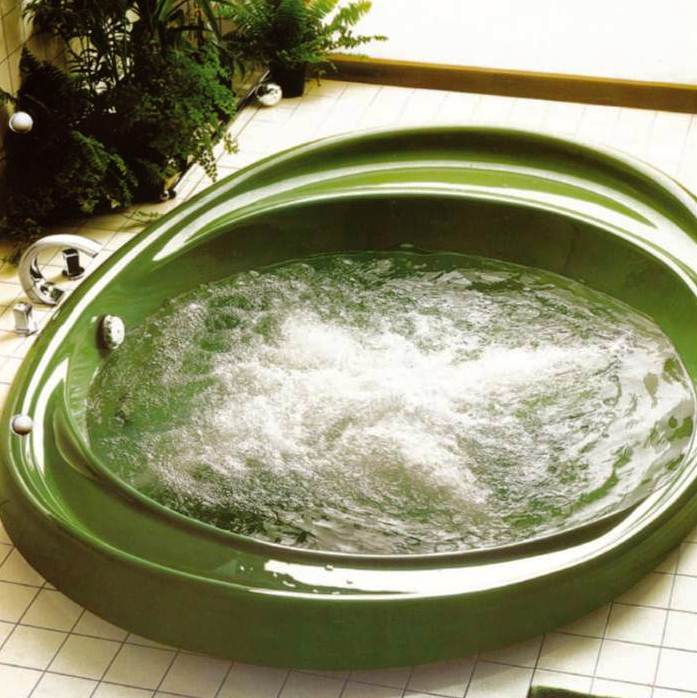
Baignoire ronde à remous.
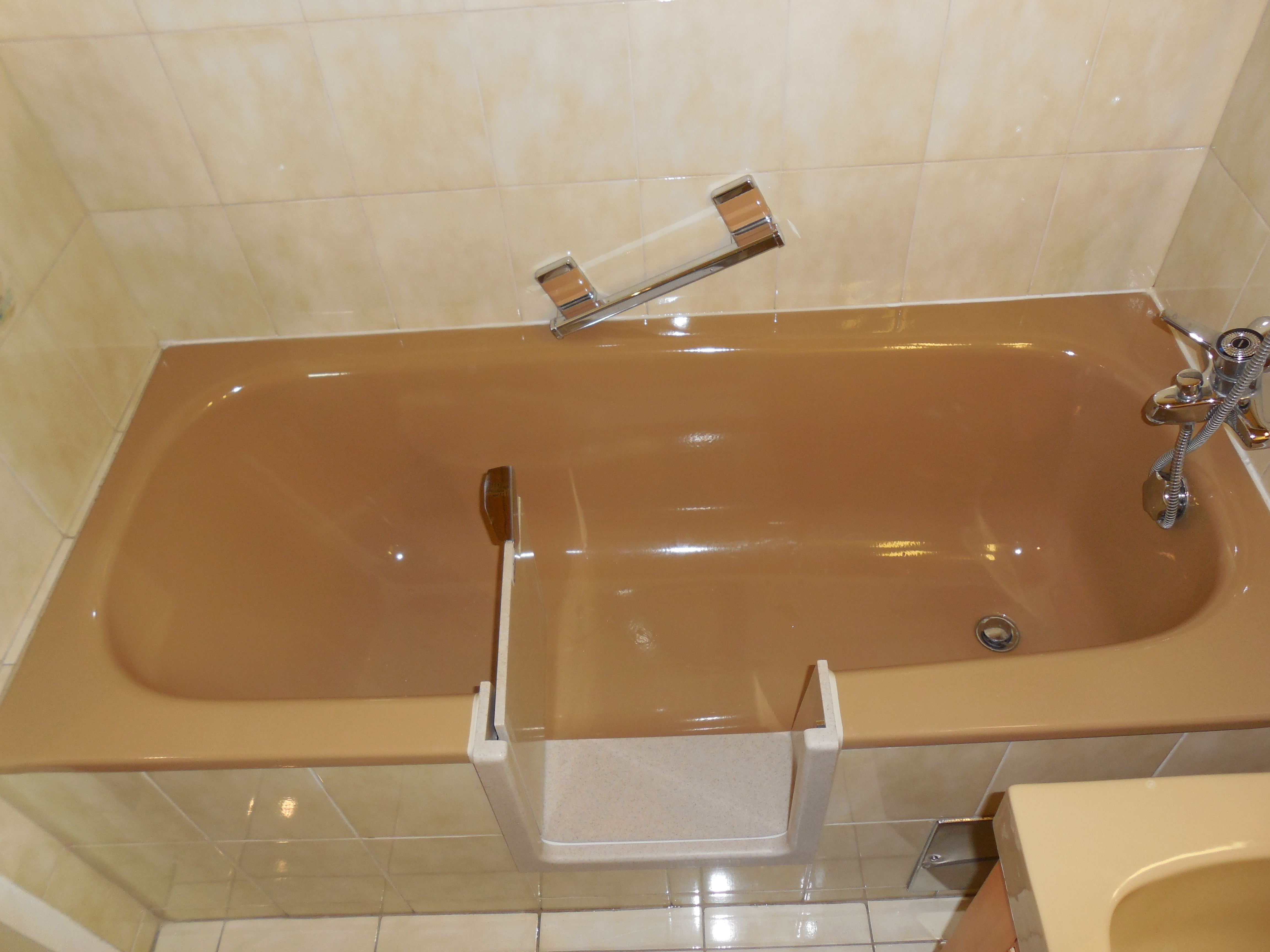
Baignoire à porte.
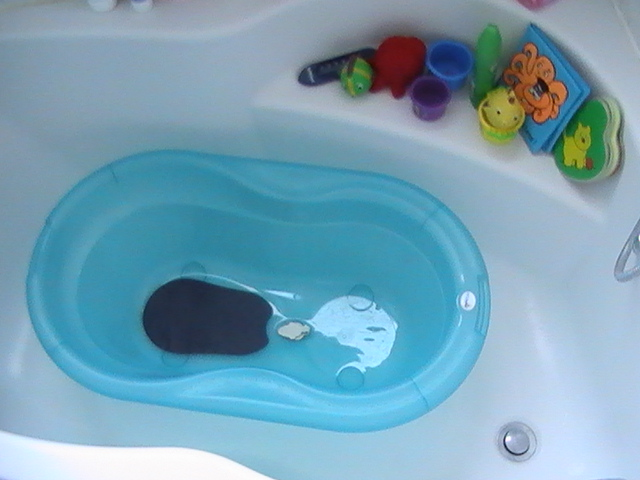
Baignoire d'enfant.

## Baignoire dans l'art
Le meurtre par Charlotte Corday de Jean-Paul Marat dans sa baignoire, le 13 juillet 1793, durant la Révolution française, a donné lieu à de nombreuses représentations graphiques, dans divers types de baignoires.
Des peintres comme Edgar Degas au XIXe siècle ou Pierre Bonnard au XXe siècle ont multiplié les scènes d'intérieur montrant des femmes dans leur baignoire.

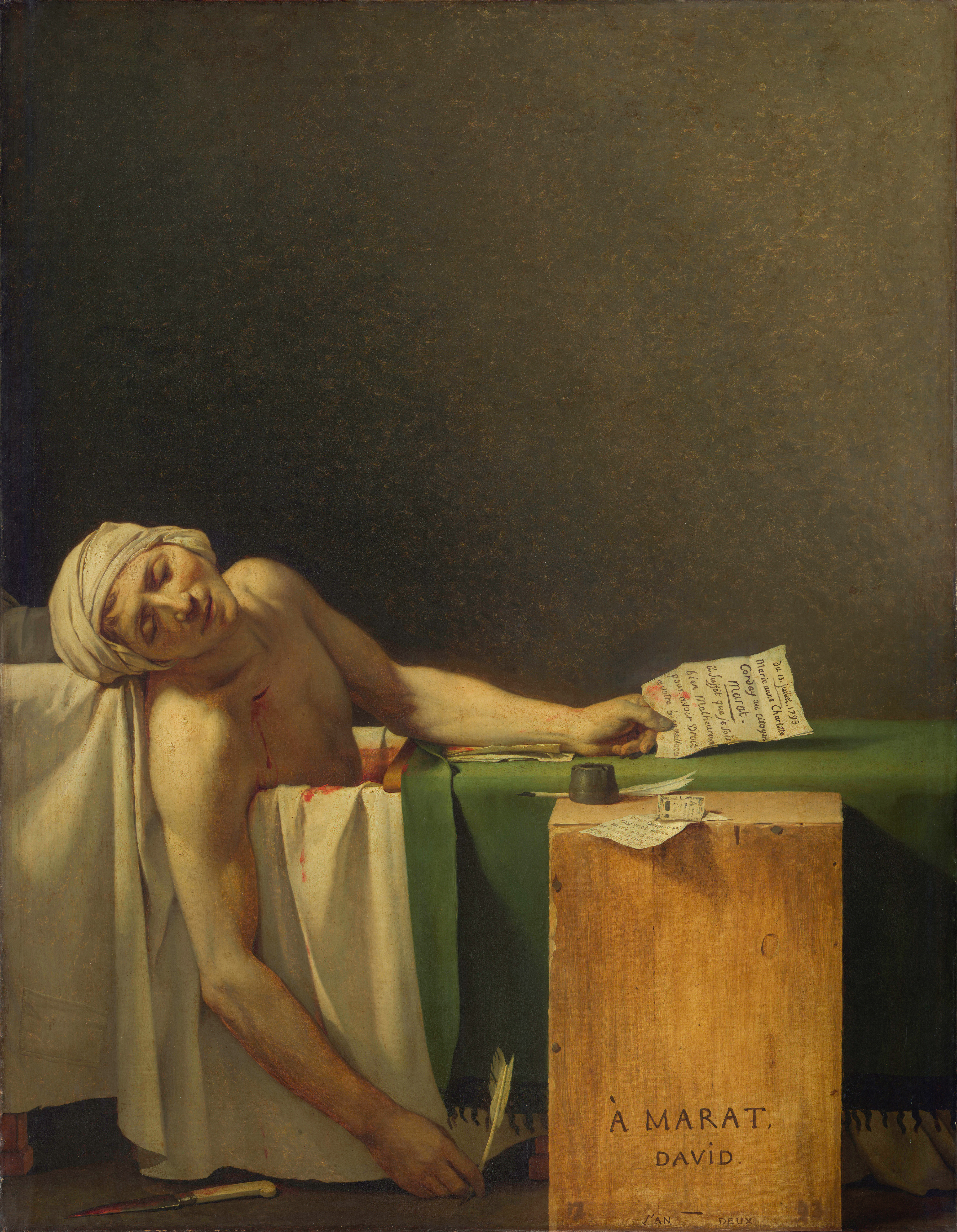
La Mort de Marat, par Jacques-Louis David (1793).
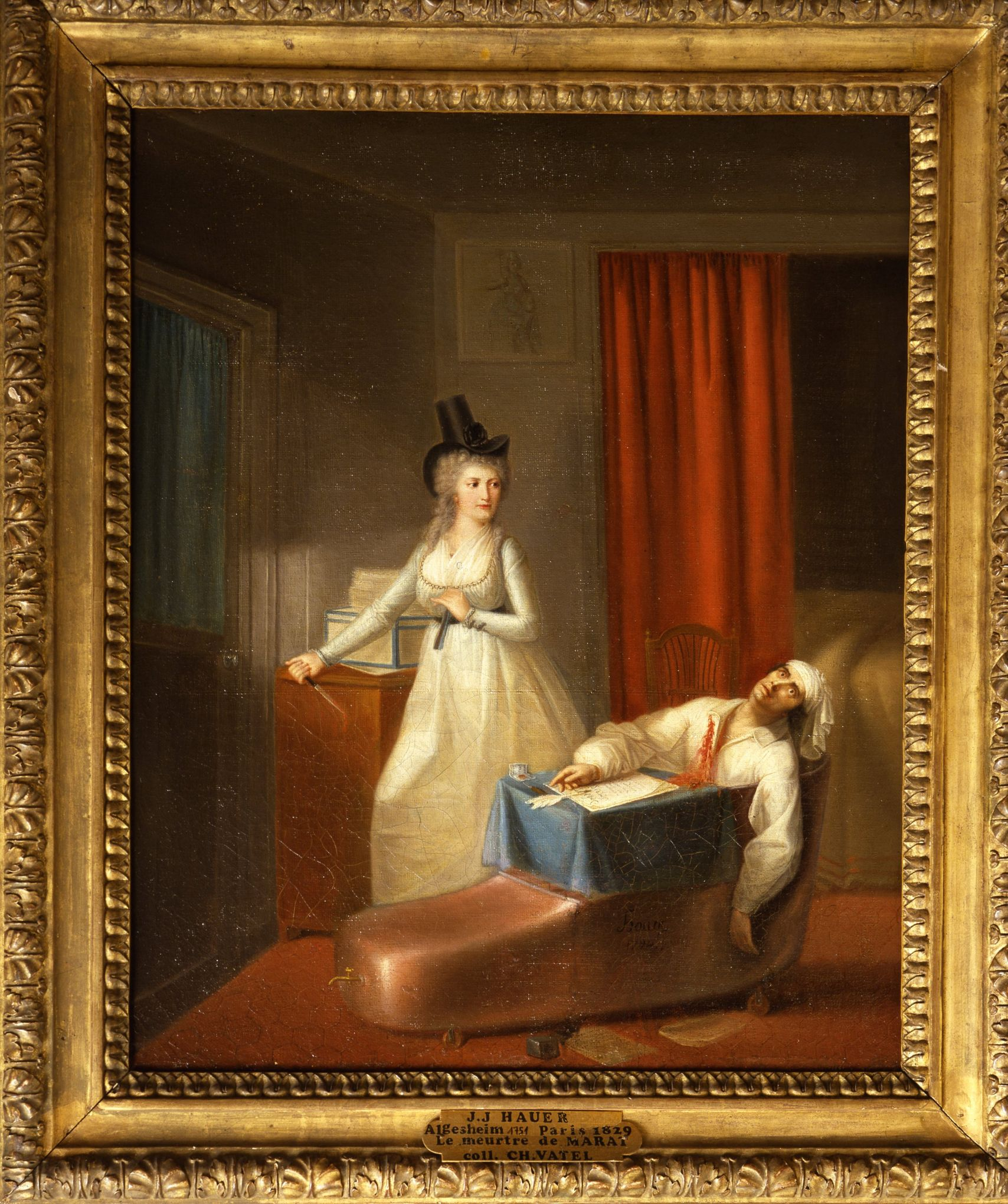
La mort de Marat, le 13 juillet 1793, par Jean-Jacques Hauer (1794).
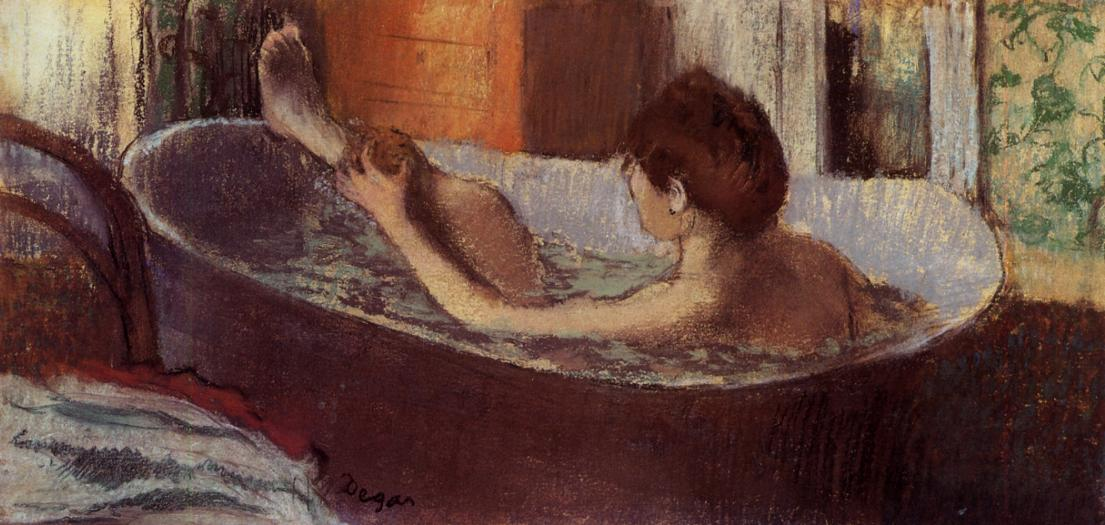
Femme dans son bain s'épongeant la jambe, Edgar Degas vers 1883.
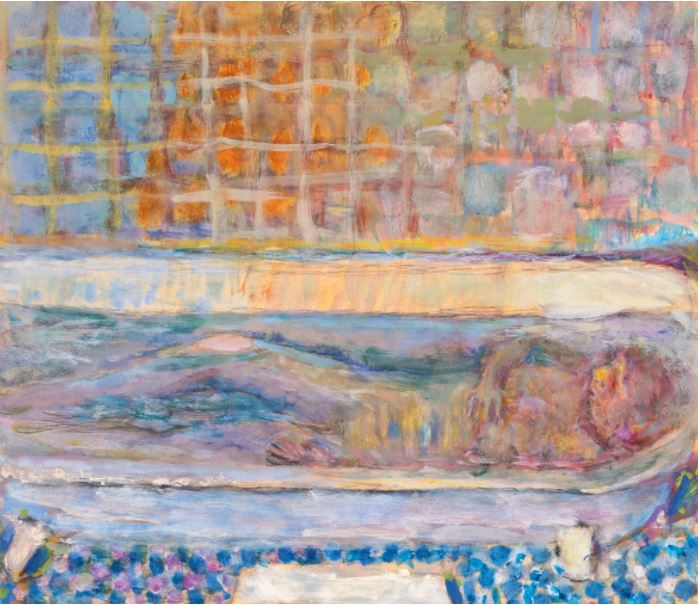
Nu dans la baignoire, Pierre Bonnard vers 1940.

## Baignoire dans la culture
Par analogie on appelle aussi « baignoire » d'autres dispositifs.

### A bord des sous-marins

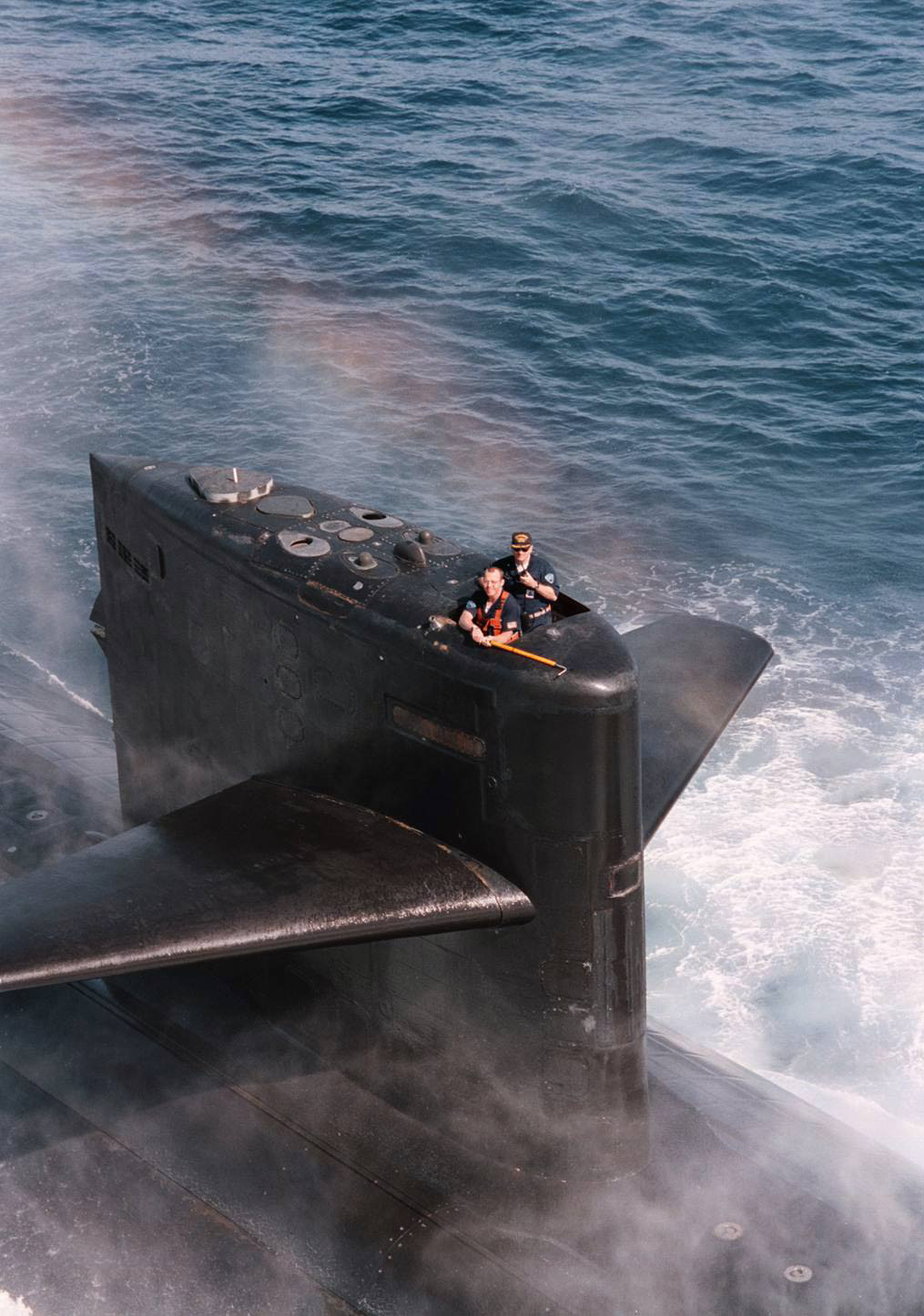
« Baignoire » de l'.

La baignoire , dont le nom officiel est la fosse de veille, est l'endroit où s'effectue la veille optique des sous-marins quand ils naviguent en surface. Elle se situe au sommet du kiosque (ou massif). En surface, la fosse de veille est exposée aux paquets de mer, et en plongée elle est entièrement remplie d'eau, d'où son surnom de « baignoire ». La navigation et la conduite des opérations se font alors à partir du « poste central » (PC).

### En sport
Certains kayaks comportent un pontage appelé jupe laissant un trou pour s'assoir appelé baignoire.

### Dans un théâtre
Une baignoire est une loge de rez-de-chaussée dans une salle de spectacle dont certaines peuvent être grillées.

### Divers
Le « supplice de la baignoire » est une forme de torture par l'eau et par asphyxie (appelée en anglais waterboarding).

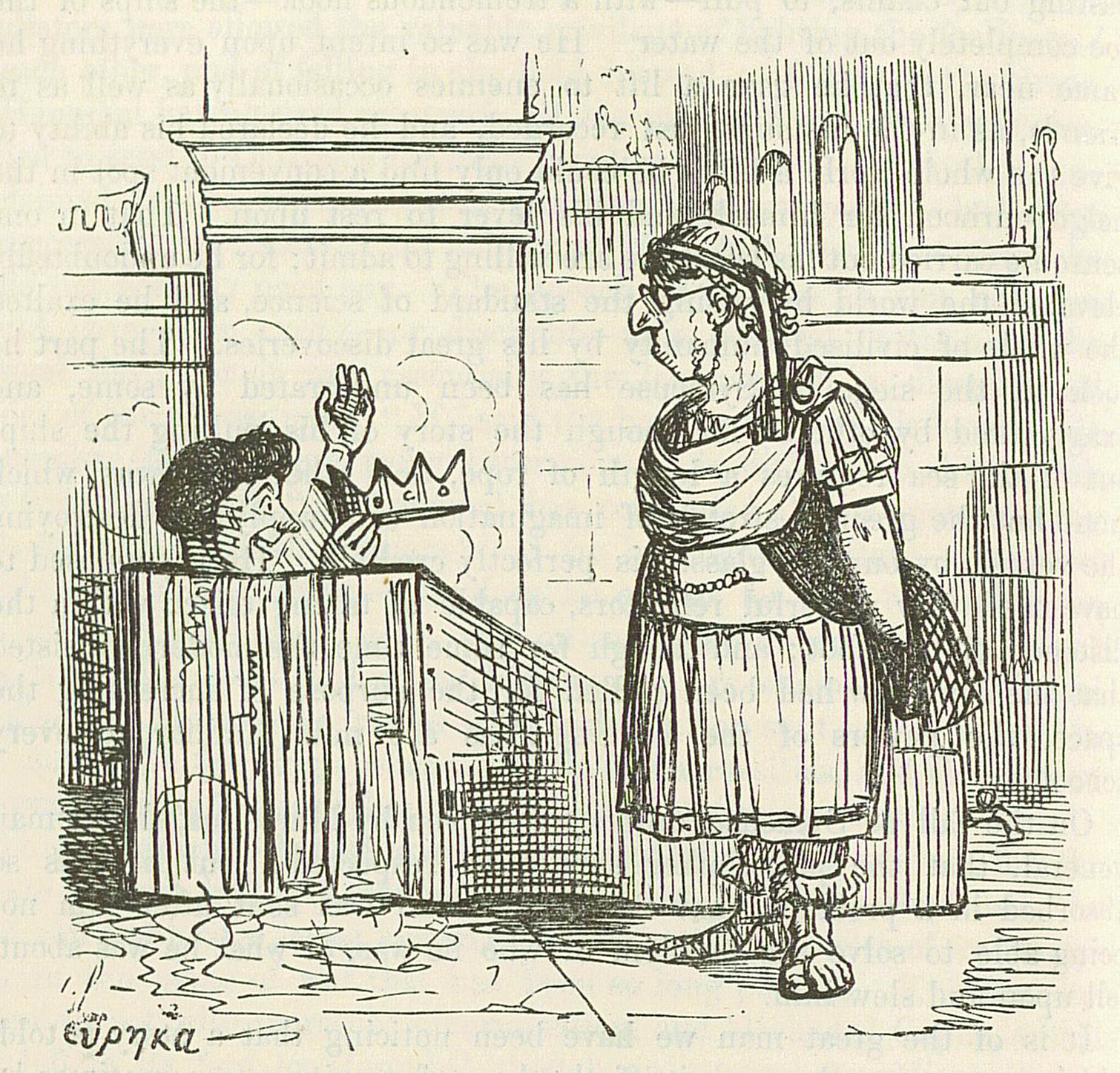
« Eurêka ! » (Archimède prenant un bain chaud), dessin humoristique par John Leech, vers 1850.

Selon l'anecdote rapportée par Vitruve, Archimède, un grand scientifique de l'antiquité, aurait eu l'intuition du principe fondamental de l'hydrostatique, ou poussée d'Archimède, en prenant un bain alors qu'il avait à résoudre un problème de couronne en or falsifié : il aurait constaté que de l'eau déborde en entrant nu dans une baignoire, s'écriant « Eurêka ! » (J'ai trouvé !).